# Platypepla nudaria
Platypepla nudaria är en fjärilsart som beskrevs av W. Warren 1900. Platypepla nudaria ingår i släktet Platypepla och familjen mätare. Inga underarter finns listade i Catalogue of Life.